# Guerra Savoia-Genova del 1625
La guerra tra il Ducato di Savoia e la Superba Repubblica di Genova del 1625, detta anche prima guerra Genova-Savoia, fu una breve campagna militare avvenuta durante la guerra della Valtellina nel quadro della guerra dei trent'anni.

## Antefatti
Le tensioni tra il Ducato di Savoia e la Repubblica di Genova risalivano a molto prima del 1625. Nel 1533 l'ultimo marchese del Monferrato, Giangiorgio Paleologo, morì senza eredi e il territorio, dopo essere stato sequestrato dall'impero, fu assegnato nel 1536 ai Gonzaga grazie al trattato di Cateau-Cambrésis. Questo provocò l'entrata del marchesato nell'orbita spagnola garantendo, assieme al marchesato del Finale, un corridoio tra Genova, filospagnola, e Milano.
Il problema era che i Savoia vantavano diritti sull'area, e questo portò a numerose tensioni nei decenni seguenti.
Dopo la prima guerra del Monferrato, finita nel 1617 con il ritiro delle truppe savoiarde, il ducato, interessato anche a ottenere ulteriori sbocchi sul mare, non ritenendo sufficienti Oneglia e Maro acquisiti in precedenza, si focalizzò sulla Repubblica di Genova.
Altro elemento problematico fu il Marchesato di Zuccarello, utile per potere controllare la Riviera di Ponente: esso era stato comprato da Carlo Emanuele I nel 1586 dal marchese Scipione del Carretto, ma la Repubblica di Genova mandò all'imperatore Rodolfo II un inviato a Praga per chiedere, con il supporto di Ottavio del Carretto fratello del marchese e gentiluomo alla corte imperiale, che la compravendita fosse invalidata. L'imperatore nel 1593 diede infine il territorio a Ottavio del Carretto, a patto che all'estinzione della famiglia il feudo passasse ai Savoia. Ma nel 1622 tale diritto fu annullato e Ottavio vendette il marchesato alla Repubblica di Genova nel 1624. Nel 1623 il duca di Savoia, la Francia e Venezia firmarono un'alleanza per la guerra di Valtellina, ma nel 1624, all'insaputa dei veneziani, il ducato e i francesi (che volevano distrarre gli spagnoli dagli altri fronti su cui erano impegnati in quel periodo) organizzarono le operazioni contro la Repubblica di Genova, e ne pianificarono la spartizione. Nei primi mesi del 1625 i francesi fecero marciare i loro soldati in Piemonte, e negli stessi mesi i genovesi, accortisi delle manovre, iniziarono i preparativi militari, mentre il duca di Feria, inviato del re di Spagna, disse che la Spagna avrebbe sostenuto la Repubblica, e su insistenza dei genovesi promise che 4 000 svizzeri sarebbero stati mandati ad aiutare lo Stato ligure.

## Le forze in campo

### Genova
La Repubblica di Genova allora impiegava stabilmente pochi soldati (giusto il necessario per proteggere Genova da rivolte o colpi di mano da fazioni politiche e alcuni centri rivieraschi e posti di confine), che nel 1625 arrivavano a un totale di 1600 uomini a Genova e Savona e 620 in fortezze minori. In caso di guerra si assoldavano mercenari detti "stipendiati", specialmente tedeschi, svizzeri e corsi, ma si poteva ricorrere anche a soldati arruolati localmente detti "paeselli". Per alleggerire il fardello delle casse pubbliche era possibile che ricchi privati mantenessero a proprie spese delle compagnie di soldati.
A supportare il tutto vi erano poi le compagnie della Milizia, servizio a cui prendevano parte alcuni uomini selezionati tra tutti gli adulti maschi validi della Repubblica: questi individui erano chiamati "Scelti". Questi uomini dovevano provvedere da soli al proprio equipaggiamento e alle munizioni, e non ricevevano alcuna paga.
Privilegi ed esenzioni dal servizio, la gratuità della prestazione e il fatto che ogni soldato dovesse procurarsi le proprie armi ostacolavano la funzionalità della milizia, che in molti casi (anche se non tutti, come nella battaglia presso il Monte Pertuso) diede pessima prova di sé. Le truppe della Riviera di Levante erano anche meno idonee di quelle del Ponente ligure, poiché avevano avuto meno occasioni di combattere nel passato recente.
Il territorio della Repubblica era stato diviso in colonnellati, presieduti da colonnelli che si preoccupavano di addestrare la milizia nei giorni di festa.
Le truppe erano composte prevalentemente da archibugieri e picchieri.

### Ducato di Savoia
Fin dal 1560 era stato istituito il sistema delle milizie paesane (messo in pratica solo dal 1564) reclutando gli uomini tra i 18 e i 50 anni, addestrandoli nei giorni di festa e concedendo loro piccoli privilegi.
Tale milizia era poi stata ulteriormente divisa tra generale e scelta nel 1591: per quest'ultima venivano scelti gli uomini più prestanti, con la possibilità però di essere sostituiti. A nutrire e alloggiare queste milizie provvedevano dal 1618 in Piemonte i comuni.
Gli uomini della milizia scelta si trovavano a prestare servizio per un anno, mentre quelli della generale facevano turni mensili. La protezione delle fortezze, dei confini e la guardia del sovrano erano invece garantite da truppe pagate dallo Stato, spesso costituite da forestieri.

## Svolgimento
L'8 marzo una forza di 24 000 fanti e 3 000 cavalli (un terzo del totale era francese, il resto savoiardo) con 40 cannoni avanzò verso Capriata, poi passò a Ovada e Rossiglione che furono conquistate. A causa della difficoltà di attraversare i passi montani la forza si diresse verso Novi, che fu presa anch'essa, e poi a Voltaggio.
La Repubblica di Genova non era ancora pronta per la guerra, ma dopo un iniziale panico che fece pensare di abbandonare la Riviera di Ponente, mandò a Voltaggio Tommaso Caracciolo, appena giunto in città come rinforzo con 3 000 uomini. La Repubblica di Genova mandò anche 5 000 soldati a Voltaggio, dove si scontrarono con i franco-piemontesi e vennero sconfitti. Tommaso Caracciolo fu inoltre catturato dall'esercito nemico. Il duca di Savoia assediò e prese Gavi agli inizi di aprile.
Nel frattempo tuttavia il re di Spagna aveva mandato altri seimila soldati a Genova. I genovesi iniziarono a spargere notizia sia a Madrid che a Roma delle brutali occupazioni franco-piemontesi e nello stesso periodo catturarono Oneglia, enclave piemontese dal 1576.
A seguito della presa di Gavi i comandanti sabaudi e francesi ebbero dei dissidi nel mettere in pratica gli accordi stabiliti precedentemente tra il ducato e il regno sulla spartizione del territorio e sul collocamento della guarnigione a Genova, nonostante il fatto che l'esercito non fosse neanche giunto presso la città, tuttavia riuscirono a ricomporre lo screzio verso metà maggio. Un tentativo di penetrazione del duca Carlo Emanuele I, presso Mignanego e il monte Pertuso, fu fermato dalla locale milizia di scelti; in generale la milizia della Val Polcevera si diede alla guerriglia per arrestare l'avanzata nemica, riuscendo a catturare le artiglierie sabaude, un grande successo che contribuì non poco a scongiurare l'assedio della capitale genovese.
Vittorio Amedeo, figlio del duca, prese Pieve di Teco con 10 000 uomini e catturò Giovanni Gerolamo Doria che gli si era opposto con 4 500 soldati; poi giunse in rapida successione ad Albenga (15 maggio), Oneglia (16 maggio), Porto Maurizio (18 maggio) e Ventimiglia (22 maggio), accettandone la resa. A Ventimiglia però, nonostante la resa della città, il castello oppose resistenza. Dal 26 maggio i cannoni dell'esercito attaccante aprirono quindi il fuoco, spingendo il governatore alla capitolazione. Questo fu l'ultimo successo franco-piemontese della guerra, perché i dissidi tra Carlo Emanuele e il comandante francese, il maresciallo François de Bonne de Lesdiguières, si acuirono nuovamente: il primo voleva puntare a Genova, mentre il secondo, considerando le perdite tra le sue truppe, voleva interrompere la campagna, temendo sia il numero dei soldati spagnoli a Genova sia la mancanza di rifornimenti. Il 30 maggio da Loano i Savoia, dopo aver inviato richieste3 di capitolazione,  mossero le insegne verso la Pietra (Pietra Ligure). I pietresi non accettarono la resa e chiusero le porte della città  combattendo, e "mentre più fervea la pugna" da levante sopraggiunse un nubifragio che scompaginò le truppe assedianti. I Pietresi aprirono le porte e contrattaccarono le truppe dei Savoia facendole ritirare dentro Loano e nuovamente dopo alcuni giorni (16 giugno) li attaccarono facendo prigioniero il loro Comandante Giorgio Rappa di Mondovì.   Poiché si escludeva l'assedio a Genova, non si poteva però ritornare in Piemonte, pena l'ignominia; inoltre le truppe si trovavano in una posizione poco difendibile, quindi si decise di attaccare Savona, ma prima ancora, a inizio giugno, il duca di Feria, che comandava una parte dell'esercito spagnolo, raccolse truppe ad Alessandria e attaccò Acqui, spingendo i savoiardi a ritirarsi dalle proprie posizioni verso metà giugno, mentre il marchese di Santa Cruz con una flotta di settanta galee e 8 000 soldati tra spagnoli e genovesi riconquistò numerosi centri costieri e prese i possedimenti sabaudi di Oneglia e Maro.
Le ostilità furono quindi interrotte fino al 5 marzo 1626, quando con il trattato di Monzón si pose fine alla guerra, ma la vera pace si ottenne solo nel 1633. A questa pace, molto contribuì, senza dubbio, la costruzione da parte genovese di una nuova e più moderna cinta muraria cittadina difensiva. Oneglia fu restituita ai Savoia, ma prima le sue fortificazioni furono distrutte. In definitiva la vittoria genovese ripristinò lo status quo ante bellum.